# Gaetano Zumbo

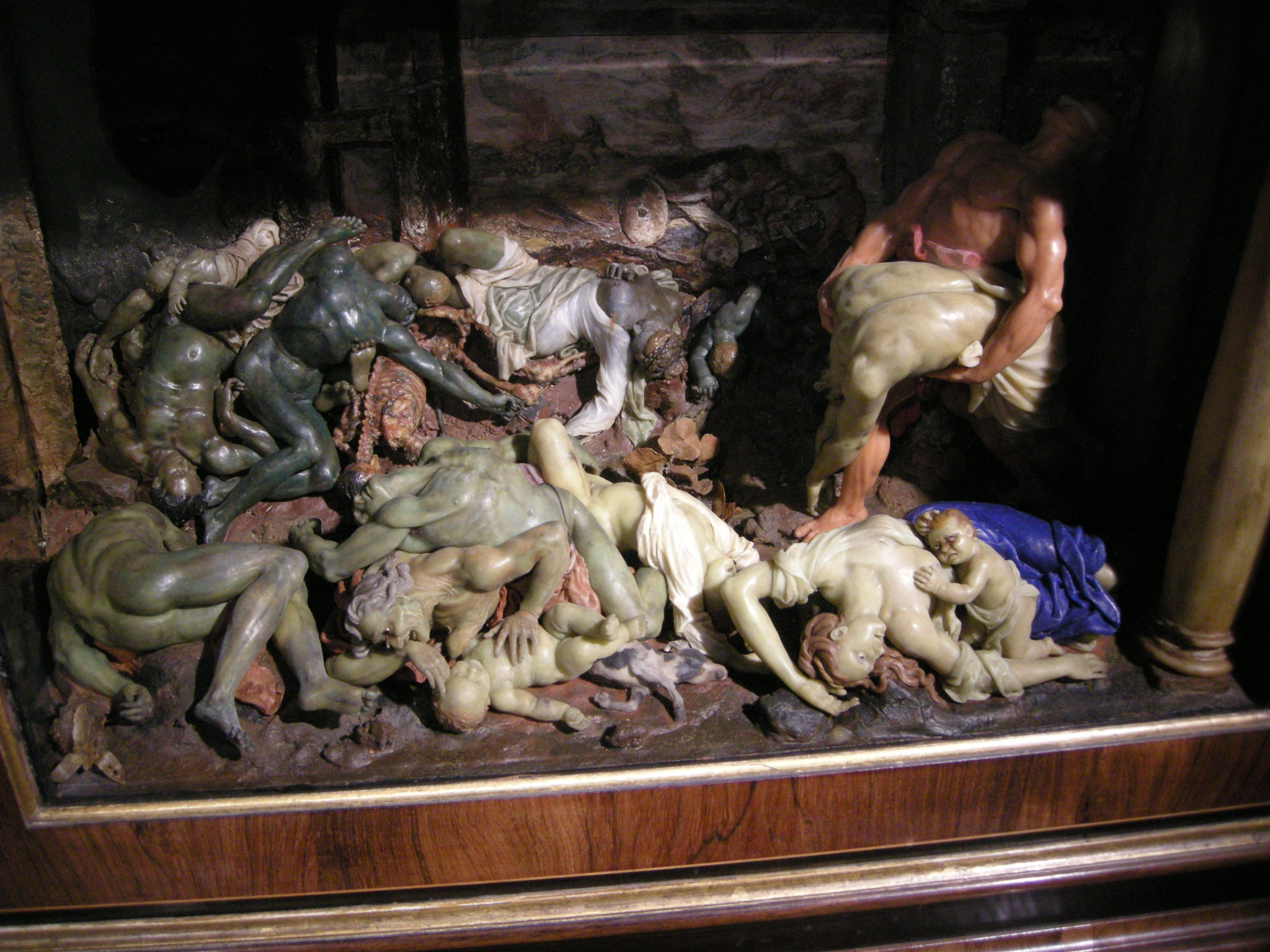
Cera della peste conservata al museo della Specola di Firenze

Gaetano Giulio Zumbo, o Zummo (Siracusa, 1656 – Parigi, 22 dicembre 1701), è stato un abate e scultore italiano attivo in ambito siciliano, famoso nel XVII secolo per le sue opere in ceroplastica. I suoi soggetti riguardavano perlopiù gli aspetti legati alla morte, alla malattia e alla putrefazione dei corpi, ma non mancano attestazioni della sua attività di presepista.

## Biografia

### Gioventù
Sono poche e frammentarie le notizie riguardanti questo artista siciliano: prese il cognome Zummo dalla madre, che mutò in Zumbo quando si stabilì in Francia. Studiò presso i Gesuiti e ottenne il titolo di abate commendatario, che permetteva di ottenere una piccola rendita. Affrontò gli studi di anatomia a Bologna, famoso centro di studi.

### Firenze

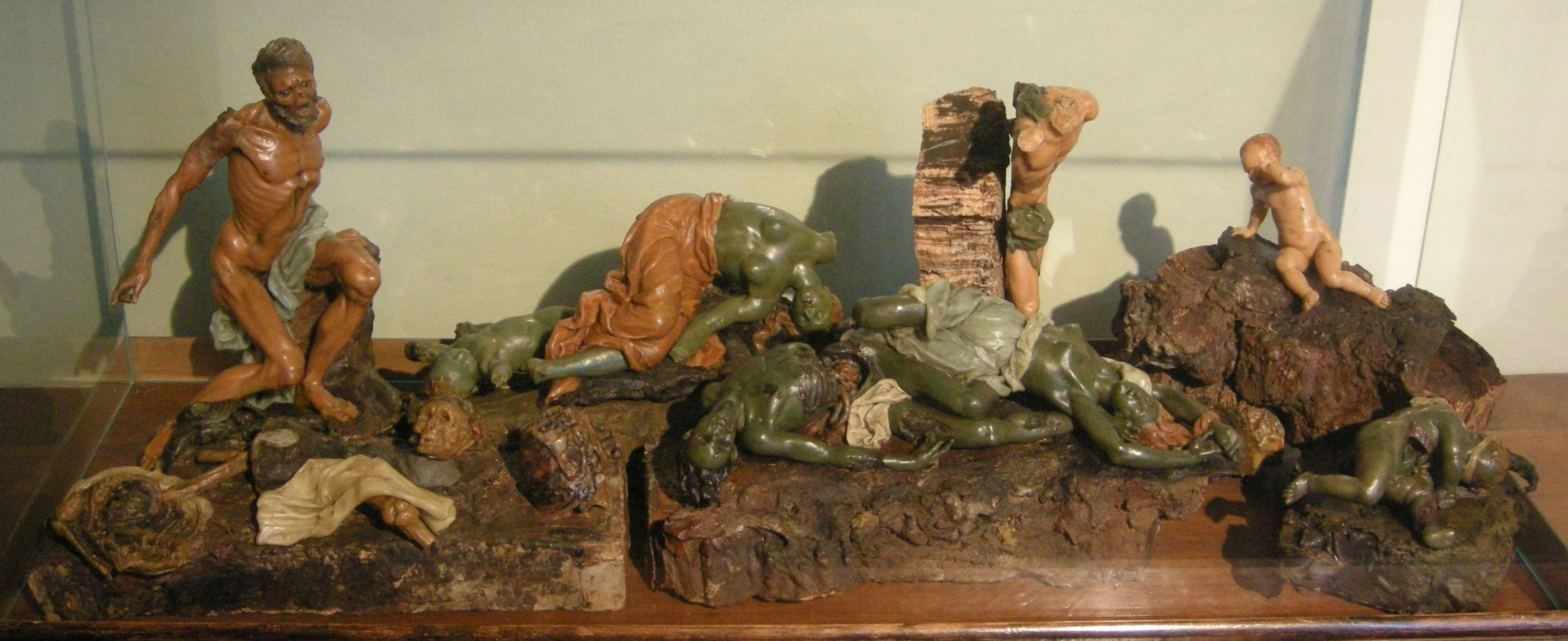
Teatrino con il Morbo Gallico, danneggiato

Egli operò al servizio del Granduca Cosimo III de' Medici dal febbraio del 1691 all'aprile del 1695. In questo periodo Zumbo realizzò quattro composizioni che hanno come oggetto vari stadi della decomposizione dei cadaveri umani: Corruzione I (o Trionfo del tempo) e La pestilenza, per il Gran Principe Ferdinando de' Medici, figlio di Cosimo III, mentre per Cosimo Corruzione II (o Il Sepolcro, o Vanità della grandezza umana) e le Conseguenze della Sifilide (Morbo Gallico), opere oggi conservate al Museo della Specola di Firenze. L'ultima opera però, già a palazzo Corsini al Parione, andò semidistrutta durante l'alluvione di Firenze del 1966. A Firenze resta anche una sua testa scorticata di eccezionale realismo. Nel 1695 Zumbo partì improvvisamente lasciando il sovrano rammaricato per aver perso un tale artista.

### Genova
Per cinque anni Zumbo si intrattenne a Genova con una proficua produzione di opere. Egli eseguì due opere importanti, andate perdute, a cui lavorò dal 1694 per quattro anni circa: una Natività e una Deposizione dalla Croce. In questo periodo si interessò di preparati anatomici assieme al chirurgo francese Guillaume Desnoues, con cui in seguito ebbe una lite. Nel 1700 si trasferì a Marsiglia con le sue ultime composizioni, divenendo subito celebre e disponendo da parte dell'Intendente Generale delle Gallerie di Francia (suo ammiratore) di un chirurgo per preparare le dissezioni di teste ad uso dell'artista

### Parigi
La fama del ceroplasta giunse persino a Parigi dove il 25 maggio 1701 fu invitato a mostrare una sua testa anatomica all'Académie Royale des Sciences. La testa anatomica fu acquistata subito (oggi al Museo nazionale di storia naturale di Francia a Parigi). A seguito del successo presso l'Académie lo Zumbo ottenne da Luigi XIV il monopolio delle preparazioni anatomiche, ottenendo anche l'autorizzazione a tenere pubbliche lezioni di anatomia. Ma, al culmine della sua gloria, il ceroplasta morì improvvisamente a seguito di un'emorragia, forse perché affetto da tubercolosi, il 22 dicembre 1701. Egli fu sepolto a Saint-Sulpice, ma la sua tomba fu distrutta durante la rivoluzione francese.

## Opere

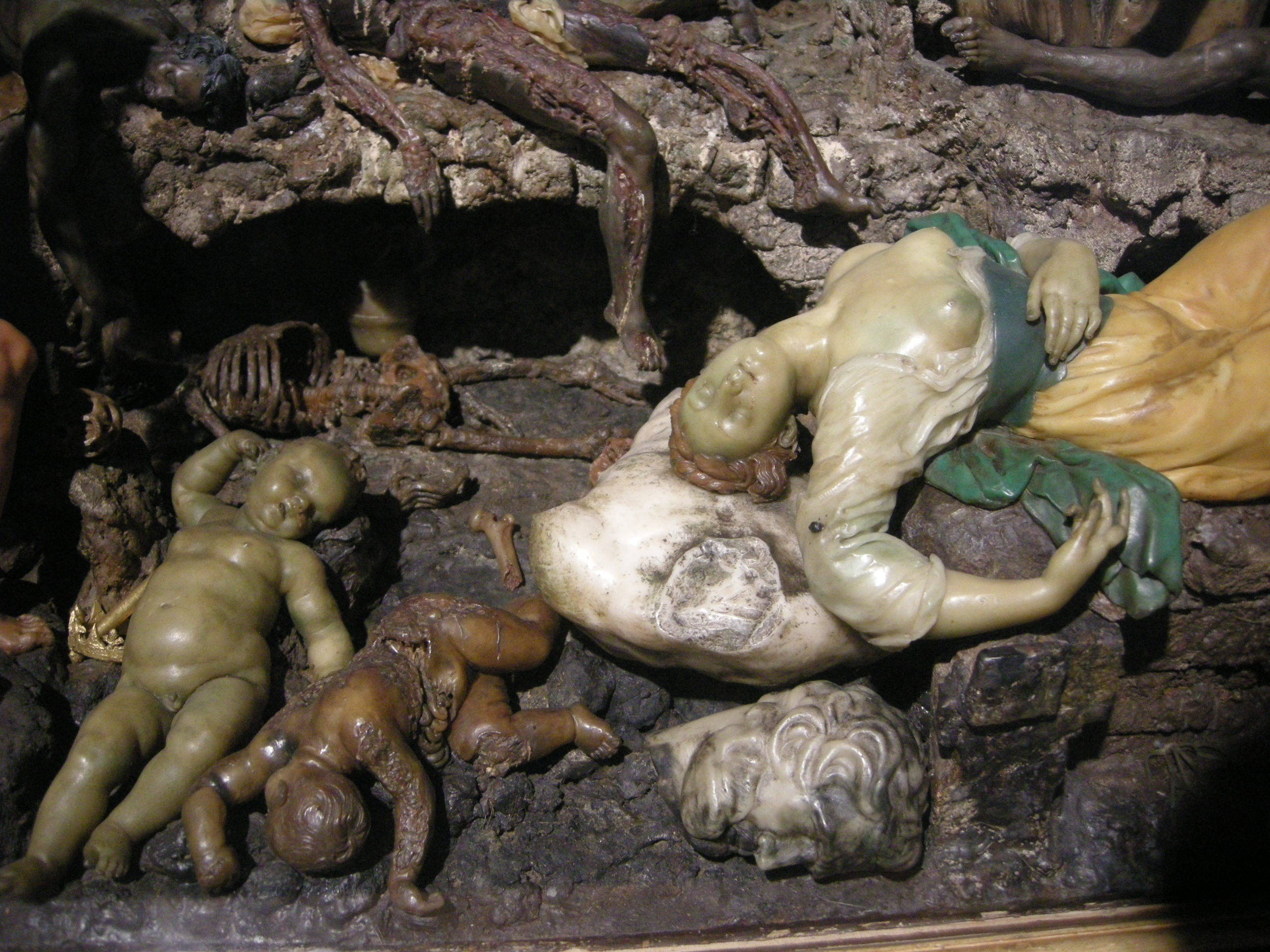
Il Trionfo del Tempo, Firenze

Solo le opere della Specola di Firenze e la testa a Parigi sono di sicura autografia; le altre sono di attribuzione molto incerta.
- Testa anatomica di vecchio
- Trionfo del tempo, Museo della Specola, Firenze
- Vanità della gloria umana, Museo della Specola, Firenze
- La peste, Museo della Specola, Firenze
- Morbo gallico, Museo della Specola, Firenze
- Testa anatomica maschile, Museo della Specola, Firenze
- Cristo deposto
- Natività
- Il tempo e la morte
- Anima del purgatorio
- Anima dannata
- San Francesco
- Ritratto di vecchio
- Ritratto di vecchio morente
- Figura maschile in decomposizione
- Ecce Homo
- San Girolamo
- San Girolamo penitente
- Sacra Famiglia
- La peste
- Volto di Cristo, Galleria Regionale di Palazzo Bellomo, Siracusa